# 22e régiment de dragons « prince Charles » (3e régiment de dragons badois)
Pour les articles homonymes, voir 22e régiment.
Le 22e régiment de dragons « prince Charles » (3e régiment de dragons badois) est une unité de cavalerie de l'armée grand-ducale de Bade et depuis 1871 une partie de l'armée prussienne.

## Histoire
Le 6 janvier 1850 (jour de la fondation), la création d'un troisième régiment de cavalerie est ordonnée à la place du régiment dissous de la Garde du Corps badois et Mannheim est désigné comme garnison. Le 10 janvier 1853, l'unité est transformée en 3e régiment de dragons, et avec la nomination du prince Charles de Bade (de) à la tête du régiment, celui-ci reçoit la désignation de 3e régiment de dragons « prince Charles » le 19 novembre 1859. En 1864, l'unité s'installe en garnison à Durlach. Après la convention militaire avec la Prusse, l'unité reçoit la désignation de 22e régiment de dragons « prince Charles » (3e régiment de dragons badois) le 1er juillet 1871 et est subordonnée à la 29e brigade de cavalerie. En 1890, le régiment s'installe à Mulhouse en Alsace.

### Guerre austro-prussienne
Dans le 8e corps d'armée confédéral, le régiment participe aux batailles de Hundheim, Werbach et Gerchsheim en 1866 lors de la guerre contre la Prusse.

### Guerre franco-prussienne
Immédiatement après le déclenchement de la guerre, un détachement du régiment sous le commandement du Rittmeister comte Zeppelin entreprend une patrouille à longue distance vers la France, qui s'est avérée être une attaque surprise contre le garde-barrière de Lauterburg. Cette reconnaissance a donné au commandement de l'armée l'importante indication qu'aucune troupe française n'est déployée en Basse-Alsace. Le régiment participe ensuite au siège de Strasbourg en septembre 1870, patrouillant et assurant la sécurité à l'arrière jusqu'à la fin de la guerre.

### Première Guerre mondiale
Après la mobilisation d'août 1914, le régiment marche vers l'ouest avec une reconnaissance contre la forteresse française de Belfort, suivie de patrouilles en Lorraine française. En mars 1915, le régiment est dissous et des détachements sont affectés aux 1er et 2e escadrons de la 115e division d'infanterie, ainsi qu'aux 3e et 4e escadrons de la 111e division d'infanterie. Là, la cavalerie est utilisée dans le service de l'ordre et de la sécurité des zones arrière de la division. En 1916, les 1er et 2e escadrons sont transférés sur le théâtre de guerre oriental. Le 1er escadron est resté en Lituanie tandis que le 2e escadron est subordonné au haut commandement austro-hongrois. Il combat en Galicie et participe à la campagne contre la Roumanie. Les 3e et 4e escadrons sont restés à l'ouest et sont utilisés, entre autres, dans la bataille de la Somme.
En 1918, le régiment est réuni à l'ouest, formé à l'infanterie après avoir remis ses chevaux et déployé dans les batailles défensives en Flandre, en Argonne et le long de la Meuse.

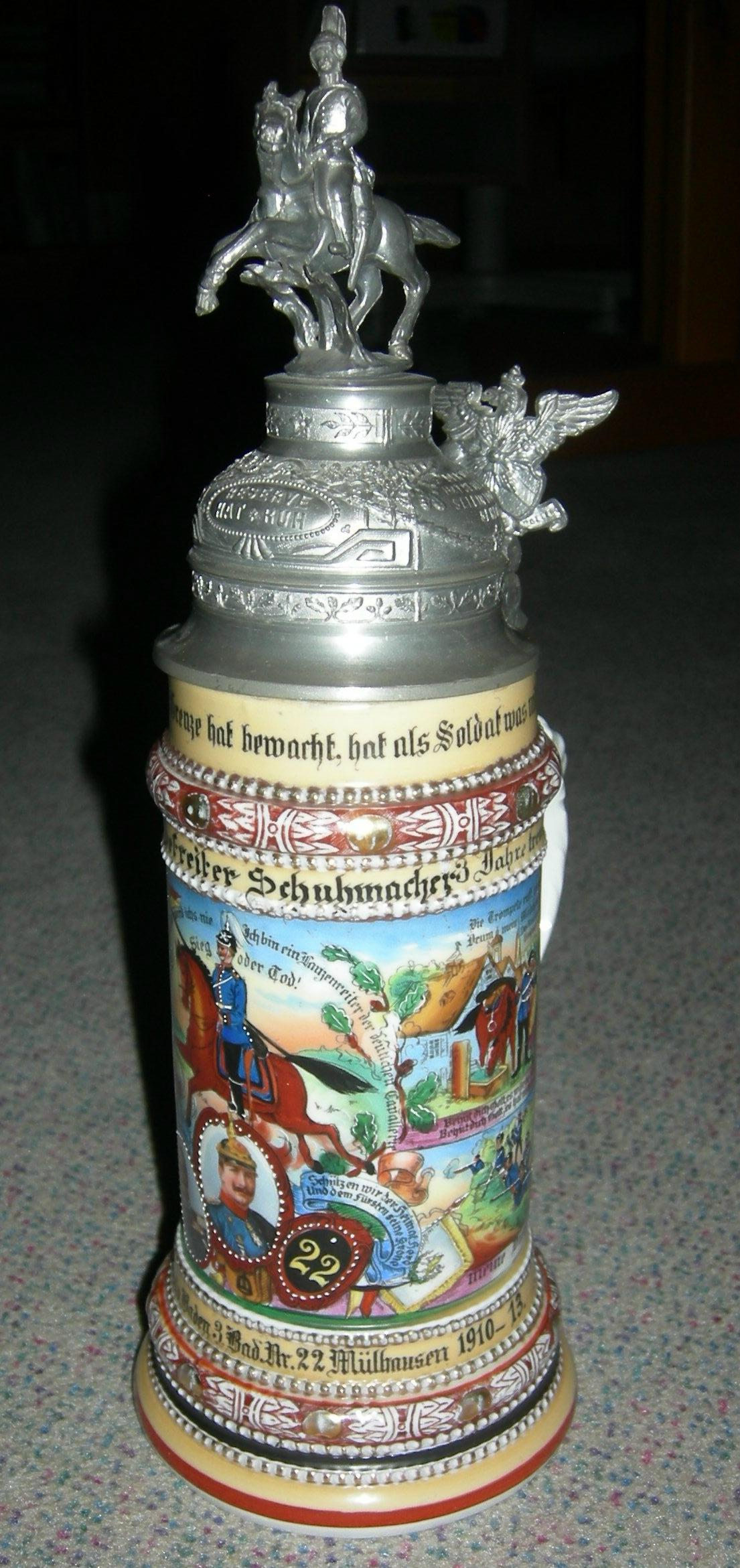
Tasse de réserviste du de dragons « prince Charles » (3e régiment de dragons badois) avec un griffon de Bade comme poignée de couvercle

### Après-guerre
Après l'armistice de Compiègne et le retour au pays, le régiment est démobilisé et dissous à Sinsheim le 31 mai 1919. Cela n'affecte toutefois pas le 2e escadron, qui rejoint le "Corps de fusiliers volontaires" et est déployé pour combattre les troubles à Berlin, Brême, Düsseldorf, en Westphalie et Magdebourg.
L'unité est ensuite incorporée au 18e régiment de cavalerie (de) de la Reichswehr à Louisbourg sous le nom de 3e escadron et perpétuant la tradition de l'ancien régiment de dragons. Dans la Wehrmacht, le 8e régiment de Panzer à Böblingen perpétue la tradition. L'« Association des anciens dragons du prince Charles » maintient également les traditions.

## Commandants
| Grade                 | Nom                                  | Date                                               |
| --------------------- | ------------------------------------ | -------------------------------------------------- |
| Oberstleutnant        | Theodor von Glaubitz und Altengabel  | 10 janvier 1850 au 15 décembre 1855                |
| Oberst                | Ludwig Schuler                       | 17 décembre 1855 au 4 juillet 1856                 |
| Oberst                | Karl von Wechmar                     | 5 juillet 1856 au 19 juin 1866                     |
| Oberst                | Udo von La Roche-Starkenfels (de)    | 20 juin 1866 au 19 mai 1867                        |
| Oberstleutnant        | Georg Knittel                        | 20 mai 1867 au 18 juillet 1869                     |
| Oberstleutnant/Oberst | Wilhelm Dietrich von Gemmingen (de)  | 19 juin 1869 au 1er janvier 1876                   |
| Oberst                | Alfred von Kaphengst (de)            | 2 janvier 1876 au 15 octobre 1879                  |
| Oberstleutnant/Oberst | Adolf von der Lühe (de)              | 16 octobre 1879 au 10 décembre 1886                |
| Oberst                | Friedrich von Merckel                | 11 décembre 1886 au 21 mars 1889                   |
| Oberstleutnant/Oberst | Hans von Tresckow (de)               | 22 mars 1889 au 16 septembre 1893                  |
| Oberstleutnant/Oberst | Ernst Brinckmann                     | 17 juin 1893 au 17 novembre 1897                   |
| Oberstleutnant        | Kurt von Frankenberg und Ludwigsdorf | 18 novembre 1897 au 17 mars 1899                   |
| Oberst                | Franz Weisbrodt                      | 18 mars 1899 au 17 janvier 1901                    |
| Oberstleutnant/Oberst | Alexander Torgany                    | 18 janvier 1901 au 20 mai 1906                     |
| Oberst                | Fritz von Unger                      | 21 mai 1906 au 2 mars 1908                         |
| Oberstleutnant        | Rudolf Rusche                        | 3 mars au 20 juillet 1908 (chargé de la direction) |
| Oberstleutnant/Oberst | Rudolf Rusche                        | 21 juillet 1908 au 19 juillet 1912                 |
| Oberstleutnant/Oberst | Hermann von Witzleben (de)           | 20 juillet 1912 au 16 juillet 1917                 |
| Oberstleutnant        | Albert von Nettelbladt               | 17 juillet 1917 au 22 janvier 1919                 |
| Major                 | Konrad von Stotzingen                | 19 février au 31 mai 1919                          |

## Uniforme
Les dragons portent une tunique bleu bleuet et un pantalon anthracite. La tunique est dotée de revers suédois et d'avancées en ponceau rouge.
La couleur dite de l'insigne du régiment est le noir. Les poignets, le col montant, les champs d'épaulettes et les passants sont de cette couleur. Les boutons et les garnitures sont en maillechort. Une bandoulière blanche avec une cartouche noire courait de l'épaule gauche à la hanche droite. La bandoulière et la cartouche ne sont pas portées avec le costume de soirée et le costume de cérémonie. Le casque est décoré du griffon de Bade et des chaînes d'écailles. Pour le défilé, un buisson de crin blanc (rouge pour les musiciens) est attaché à la place de la pointe. La cocarde nationale est jaune-rouge, tout comme le drapeau de lance de l'équipe. Le drapeau de la lance des sous-officiers est jaune avec un griffon rouge de Bade.

Selon l'AOK du 14 février 1907, l'uniforme gris de campagne M 1910 est introduit pour le service sur le terrain à partir de 1909/10. Dans cet uniforme, les bretelles et les bottes sont de couleur marron naturel, le casque est recouvert d'une housse de couleur roseau. La bandoulière et la cartouche ne sont plus portées.

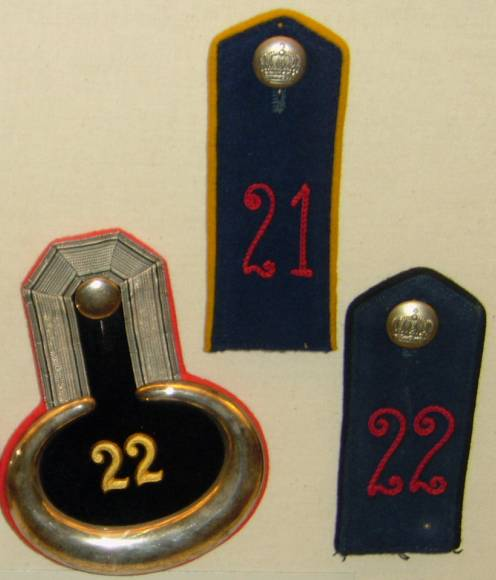
Insigne de grade du régiment
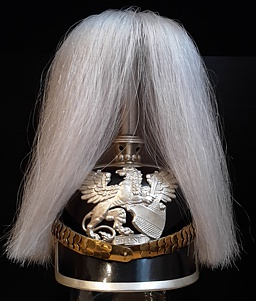
Casque des dragons badois avec buisson de parade
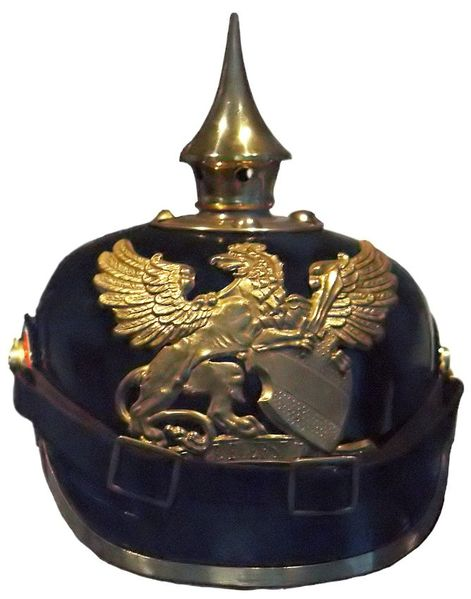
Griffon sur le casque à pointes badois (ici pour l'infanterie avec jugulaire au lieu de chaîne de hangar)